# Кучук-Аю
Кучу́к-Аю́ (крымскотат. Küçük Ayuv, Кучюк Аюв, с крымскотатарского кучюк — «маленький», аюв — «медведь») — небольшая скала в Партените, сложена вулканическими породами. Выступает в море округлым куполом. Высота над уровнем моря 16 метров.
В средневековье на скале была построена башня, которая выполняла защитные функции, а также служила маяком и храмом (традиционно возведение этого сооружения приписывается Генуе). С этой башни контролировался захода судов в бухту Партенита и Ламбата, и возможно, здесь находился таможенный пост, взимал налог с купцов. С западной стороны скалы сохранились вырубленные в камне древние ступени, ведущие к площадке, на которой находилась башня.